# Killer Croc
Killer Croc, il cui vero nome è Waylon Jones, è un personaggio immaginario dei fumetti DC Comics; esordì su Detective Comics (vol. 1) n. 523 (febbraio 1983) e venne creato da Gerry Conway (testi) e Gene Colan (disegni).
Tra i più pericolosi nemici di Batman, è uno dei pochi personaggi dei fumetti a essere nato con i propri poteri.

## Biografia
Waylon Jones nacque affetto da una grave forma di ipercheratosi epidermolitica che rese la pelle dura e scagliosa: a causa di questa deformità, nel corso degli anni, sia il suo aspetto fisico che la sua personalità divennero sempre più simili a quelli di un vero rettile (al punto che si ribattezzò Killer Croc). In seguito, si scoprì che la sua trasformazione era dovuta alla presenza di un mutagene nel suo DNA ma anche all'esposizione del suo organismo ad una forma di atavismo che porta l'individuo che ne è affetto, ad ereditare i tratti dei propri antenati (nel suo caso, i rettili). Nella maggior parte delle versioni del personaggio, Killer Croc ha origini afro-americane ma il suo passato varia: nella prima versione delle origini del personaggio, Croc venne abbandonato dai genitori dopo la nascita a causa della sua deformità. In un'altra versione, adottata a partire dal reboot New 52, Croc rimase orfano poiché la madre morì nel darlo alla luce (a causa del corpo scaglioso fin dalla nascita del neonato) mentre suo padre si rifiutò di prendersi cura di lui. Croc venne cresciuto da sua zia, la sorella della sua defunta madre, una donna austera e molto severa che lo picchiava e lo puniva continuamente, tra le altre cose li grattava con furia il corpo con una spugna di ferro per togliere ogni traccia di scaglie che gli spuntavano sul corpo.
Divenuto sempre più bestiale e con comportamenti cannibali, Killer Croc si stabilì nelle fogne di Gotham City dove visse in compagnia degli alligatori prima di essere reclutato in un circo errante dove lavorò come fenomeno da baraccone.

## Poteri e abilità
A causa della malattia, nel corso degli anni, la sua pelle è diventata dura come la roccia e, sull'intera epidermide, gli si sono anche formate delle placche ossee. Grazie a questa pelle, può resistere ad armi di grosso calibro, alla maggior parte degli attacchi fisici e anche a potenti esplosioni ravvicinate; inoltre, Killer Croc possiede una semi-invulnerabilità: in un'occasione, ha resistito all'impatto di un'autocisterna e non si è mosso di un millimetro.
Possiede delle capacità fisiche superumane come la super-forza: è riuscito a sfondare la porta del caveau di una banca nazionale senza il minimo sforzo, ha sfondato un enorme muro di mattoni senza difficoltà, ha sollevato un carrello elevatore e l'ha lanciato lontano senza problemi. Killer Croc è in grado di alzare almeno cinque tonnellate, anche se negli anni, attraverso duri allenamenti e a continue mutazioni, ha aumentato e continua ad aumentare la sua forza (tanto che anche lo stesso Batman, ha affermato che sarebbe in grado di sollevare un autobus pieno di passeggeri).
Nonostante la sua enorme massa, Killer Croc ha riflessi, agilità e velocità superumane: è un abile nuotatore capace di nuotare sott'acqua (dove è in grado di sopravvivere anche per parecchie ore). Le sue armi migliori rimangono i suoi artigli e le sue zanne, in grado di perforare anche i materiali più duri come la roccia, il cemento o l'acciaio.
Killer Croc ha anche dimostrato di possedere straordinari poteri rigenerativi che gli consentono di guarire velocemente (è addirittura in grado di guarire ossa fratturate e di far ricrescere arti mutilati), dei poteri sensoriali molto sviluppati (come la visione termico-notturna che gli permette di vedere e combattere Batman anche al buio e di poter vedere il calore corporeo di qualunque essere vivente per capire se sia vivo o morto). Possiede inoltre, un potente olfatto che gli permette di capire se qualcuno si trovi nei paraggi e anche di chi si tratti, nonché, un udito finissimo che gli fa sentire rumori impercettibili all'orecchio umano.
È molto abile nel combattimento sulla terraferma ed è praticamente imbattibile sott'acqua (come Aquaman o Re Squalo).
Il punto debole di Killer Croc è la scarsa intelligenza, compensata però dalla brutalità animalesca: infatti, in moltissime occasioni, si è dimostrato un assassino molto violento e pericoloso (anche a causa delle sue tendenze cannibali che lo portano a divorare le sue vittime, compresi gli avversari).

## Altre versioni
- In Joker (graphic novel di Brian Azzarello e Lee Bermejo) appare una versione realistica di Killer Croc: un alto e letale afroamericano affetto da ipercheratosi epidermolitica e con tendenze cannibali; inizialmente, è a capo di una banda di teppisti; in seguito, fa parte del braccio armato del Joker. Una versione molto simile a questa, appare nella miniserie Broken City (scritta anch'essa da Azzarello ma, a differenza di Joker, canonica).
- In Nebbia Cremisi (ultimo capitolo della trilogia Batman vs Dracula), Killer Croc è ricercato dalla polizia, a causa dei suoi omicidi (soprattutto di donne); in seguito, si unisce alla banda di Due Facce (alla quale si sono, loro malgrado, uniti anche Jim Gordon e Alfred Pennyworth) per combattere un vampiro Batman ormai completamente dominato dalla furia omicida. Viene facilmente atterrato da Batman (diventato più forte e più veloce di lui grazie ai suoi poteri demoniaci), dopo aver tentato uno scontro corpo a corpo e, dopo aver cercato di assalire Alfred, viene definitivamente ucciso dal vampiro che gli perfora il torace con una stalattite spezzata da una volta della Batcaverna (dato che il vampiro non riusciva ad affondare i canini nella sua pelle corazzata).
- In Flashpoint, Killer Croc rapisce molti abitanti di Gotham e li imprigiona nelle fogne. All'arrivo di Batman, lo combatte e arriva quasi ad ucciderlo ma viene sconfitto e ucciso con un colpo di machete alla testa.
- In Batman Beyond, Killer Croc è prigioniero in una delle strutture del Progetto Cadmus.
- In The New 52, Killer Croc appare in un flashback di Roy Harper, l'ex-assistente di Freccia Verde, in cui lo affronta ad Hell's Kitchen, ma si rende subito conto che quest'ultimo non sta reagendo ai suoi colpi; allora, capisce che il ragazzo si sta lasciando colpire deliberatamente fino alla morte e quindi lo conforta, spiegandogli che non è questo il modo giusto di farla finita, e lo risparmia; tuttavia, lo avvisa di non aspettarsi la stessa cosa in futuro. In seguito, Roy lo menziona come "sponsor" per i suoi problemi di alcolismo: infatti, mentre si trova in un bar con Jason Todd, sta bevendo solo acqua ma sa che Killer Croc disapproverebbe[3].

## Altri media

### Cinema

#### Film
- Killer Croc avrebbe dovuto essere l'antagonista principale di Batman - Il ritorno ma venne sostituito dal Pinguino; tuttavia, parte del personaggio è stato mescolato con lo stesso Pinguino: infatti, è mentalmente disturbato (e spesso soggetto a comportamenti animaleschi) ma soprattutto è orribilmente deforme, cosa che lo fece abbandonare dai suoi genitori, durante la nascita, e crescere nelle fogne di Gotham (esattamente come Killer Croc).
- Nel film del DC Extended Universe Suicide Squad (2016), Killer Croc è interpretato da Adewale Akinnuoye-Agbaje, è membro dell'omonima squadra. Nato con una mutazione genetica che lo ha trasformato in un ibrido tra un uomo e un coccodrillo, venne emarginato per il suo aspetto e divenne pertanto un mostro all'interno quanto all'esterno; bestiale e tendente alla rissa, sembra non apprezzare particolarmente l'alcool. Reclutato da Amanda Waller nella Task Force X (una squadra di supercriminali usati dal governo), partecipa alla missione per uccidere Incantatrice, svolgendo soprattutto il ruolo di "forza bruta" della squadra: si rivela utile nel combattimento finale, aiutando Deadshot a distruggere il macchinario della strega con una bomba.

#### Film d'animazione
- In Il mostro delle tenebre (quarto episodio di Batman - Il cavaliere di Gotham), viene chiamato con il suo vero nome, Waylon Jones. Ex-fenomeno da baraccone affetto da ipercheratosi epidermolitica, viene sottoposto alle terapie di Jonathan Crane per curargli la fobia dei pipistrelli.
- Killer Croc appare anche in Batman of the Future - Il ritorno del Joker, Son of Batman, Batman Unlimited: Istinti animali, Batman Unlimited: Fuga da Arkham, LEGO Batman - Il film, Scooby-Doo! e Batman - Il caso irrisolto, Lego DC Comics Super Heroes: The Flash, Injustice, Batman: The Doom That Came to Gotham e Justice League x RWBY - Supereroi e cacciatori - Parte 2.

### Televisione
- Nella serie animata del 1992 e nel suo seguito Batman - Cavaliere della notte, Killer Croc è uno dei nemici ricorrenti (doppiato da Aron Kincaid, in originale, e da Tony Fuochi, in italiano); nella prima serie, viene rappresentato con la pelle grigia mentre nella seconda, appare con la pelle verde (in quest'ultima versione, appare anche in un episodio di Batman of the Future, sotto forma di robot).
- In Batman - Cavaliere della notte, viene mostrata, nel nono episodio, la sua relazione con Baby Doll: quest'ultima, visita Killer Croc all'Arkham Asylum promettendogli che lo farà scappare e, in seguito, riesce a liberarlo. Qualche mese dopo, vivono in una casa nelle fogne dove progettano i loro colpi: Baby Doll scopre che Killer Croc la tradisce ma sembra prendere bene la cosa e quando lui torna nel loro rifugio, Baby gli parla del loro colpo; intanto, Batman e Batgirl sono nelle fogne e trovano il rifugio segreto ma non c'è nessuno, solo una bambola che si scopre essere una bomba messa dalla donna (nel caso in cui venisse Batman) e capiscono che i due criminali sono alla centrale nucleare, così partono per catturarli. Baby Doll svela, infine, il suo piano a Killer Croc nella centrale: ha intenzione di morire col suo amato e di portare tutta Gotham assieme a lei; tuttavia, Batman e Batgirl arrivano giusto in tempo. Batgirl riesce a bloccare il reattore mentre Batman si scontra con Killer Croc e Baby Doll (la quale si unisce al vigilante dopo che il suo amato ha tentato di ucciderla) ma il criminale apre un tubo caldo e si ritrova privo di sensi con l'amata che piange su di lui.
- In The Batman, Killer Croc appare in alcuni episodi, doppiato da Marco Pagani (e Ron Perlman in originale). In questa serie, le sue origini sono diverse: era un mercenario al quale vennero fatti degli esperimenti che lo portarono a diventare un coccodrillo antropomorfo; rispetto alla versione cartacea, è più intelligente (vuole trasformare Gotham nella sua palude, inondandola con delle pompe fognarie), mantenendo comunque comportamenti animaleschi.
- Killer Croc appare anche in Batman: The Brave and the Bold, Beware the Batman, DC Super Hero Girls, Batman Unlimited e Harley Quinn.
- Il personaggio ricompare nuovamente nell'anime Suicide Squad Isekai.

### Videogiochi
Killer Croc appare nei seguenti videogiochi:
- Batman: Gotham City Racer, sviluppato da Sinister Games.
- LEGO Batman: Il videogioco, sviluppato da Traveller's Tales.
- Batman: Arkham Asylum, sviluppato da Rocksteady Studios.
- DC Universe Online, sviluppato da Sony Online Austin.
- Batman: Arkham City, sviluppato da Rocksteady Studios.
- LEGO Batman 2: DC Super Heroes, sviluppato da Traveller's Tales.
- Injustice: Gods Among Us, sviluppato da NetherRealm Studios.
- Batman: Arkham Origins, sviluppato da Warner Bros. Games Montréal.
- LEGO Batman 3: Gotham e oltre, sviluppato da Traveller's Tales e Feral Interactive.
- Batman: Arkham Knight, sviluppato da Rocksteady Studios.
- Batman: Arkham Underworld, sviluppato da Turbine.
- Batman: Arkham VR, sviluppato da Rocksteady Studios.

#### Batman: Arkham

##### Arkham Asylum
Killer Croc era uno dei detenuti presenti all'interno dell'Arkham Asylum, al momento della conquista del Joker.
La sua mutazione è peggiorata dall'ultimo incontro che ha avuto con Batman: per moderare la potenza, gli vengono applicati un collare elettrico e delle catene su entrambe le mani. Per trovare le radici che servono a creare l'antidoto per il Titan, Batman si introduce nella sua tana dove trova Spaventapasseri che lo minaccia di diffondere la sua tossina nell'impianto idrico del manicomio ma, all'improvviso, dall'acqua sbuca Killer Croc che aggredisce lo Spaventapasseri e lo butta in acqua. Siccome Batman non può affrontare l'uomo-coccodrillo in uno scontro fisico, decide di giocare d'astuzia con i Batarang e con una trappola di gel esplosivo.
Dopo i titoli di coda, riappare mentre insegue una cassa di Titan.

##### Arkham City
Dopo aver sconfitto Ra's al Ghul (se il giocatore si dirige verso delle sbarre con una grossa fessura aperta e preme un pulsante con il Batarang telecomandato), Killer Croc emerge dall'acqua e si avventa su Batman.
Il Cavaliere Oscuro cerca di dirgli di non voler combattere ma Killer Croc replica che si accontenterà di divorare il suo cadavere.

##### Arkham Origins
Killer Croc è uno degli otto assassini assunti da Maschera Nera (in realtà, Joker) per uccidere Batman durante la vigilia di Natale; agisce come sua guardia del corpo mentre trasportano il commissario Loeb nella camera di esecuzione.
Batman tenta di inseguire il mafioso che gli scaglia Killer Croc. Dopo averlo sconfitto, il Cavaliere Oscuro gli chiede inutilmente la posizione di Maschera Nera; in compenso, scopre che il malavitoso ha messo sulla sua testa una taglia di cinquanta milioni di dollari e che ha assoldato degli assassini (tra cui, Killer Croc).
In seguito a questi eventi, Killer Croc viene catturato dalla GCPD.

##### Arkham Knight
Killer Croc è prigioniero sull'aeronave Iron Heights, dove ha subito esperimenti dal sadico direttore: infatti, gli è stata amputata una mano e gli è stato iniettato un siero che gli permetta di rigenerarsi come una lucertola (peggiorando ulteriormente la sua mutazione).
Dopo esser fuggito della sua cella e dopo aver liberato i prigionieri, Killer Croc prende in ostaggio il direttore e dirotta la nave, facendola precipitare sulla baia di Gotham; vorrebbe vendicarsi e far soffrire il direttore ma viene fermato da Batman e Nightwing, che lo sconfiggono e lo riportano al GCPD.